# Шлапакова, Анастасия Евгеньевна
Анастасия Евгеньевна Шлапакова (бел. Анастасія Яўгенаўна Шлапакова, род. 6 марта 2000, Ольсевичи, Крошинский сельсовет, Барановичский район, Брестская область, Белоруссия) — белорусская футболистка, полузащитница московского «Динамо» и сборной Белоруссии.

## Биография
С 2016 года выступала за минскую «Ислочь-РГУОР». В 2020 году подписала контракт с «Динамо-БГУФК», вместе с командой Шлапакова стала четырёхкратной чемпионкой Республики Беларусь, а также четырёхкратной обладательницей женского Кубка и трёхкратной обладательницей Суперкубка Беларуси. Первую половину сезона 2022/2023 провела в составе команды «Сарагоса» (Испания, 2-й дивизион), где отыграла 10 матчей и отметилась одним забитым голом.
В сезоне 2024 года — игрок пермской «Звезды-2005». Первый матч за команду провела 10 марта 2024 года против «Енисея». Первый гол забила 23 марта 2024 года в ворота московского ЦСКА. В январе 2025 года перешла в московское «Динамо».
Шлапакова была включена в состав национальной сборной Беларуси, выступая за команду во время отборочного цикла чемпионата мира по футболу среди женщин 2019 года. С тех пор регулярно выступает за сборную.